# Alexandre Soler-Cabot Serra
Alexandre Soler-Cabot Serra (Barcelona, 1952) és un dirigent esportiu de pentatló modern.
Va jugar a futbol en el col·legi Sant Ignasi i va arribar a ser Campió d'Espanya escolar. Després de presidir l'Agrupació Esportiva Sarrià durant sis anys, el 1982 va ser elegit president de la Federació Catalana de Pentatló Modern, càrrec que va ocupar fins al 1992. Entre 1994 i 1995 va tornar a ser president, però va deixar el càrrec per ocupar de 1996 a 2000 la presidència de la Comisión Nacional de Pentathlon Moderno. Va tornar a presidir la federació catalana del 2000 al 2001, quan va dimitir perquè va ser elegit president de la Federació Espanyola de Pentatló Modern, càrrec que va ocupar fins al 2009. De 1988 a 1992 va ser vicepresident del Consell Directiu de la Unió de Federacions Esportives de Catalunya. El 1994 va entrar a formar part del Comitè Olímpic Espanyol, en el qual va estar durant setze anys.